# Мантилья, Мануэль
Мануэ́ль Манти́лья Родри́гес (исп. Manuel Mantilla Rodríguez; род. 25 сентября 1973, Сан-Висенте) — кубинский боксёр, представитель наилегчайшей весовой категории. Выступал за сборную Кубы по боксу на протяжении 1990-х годов, чемпион мира, двукратный чемпион Игр Центральной Америки и Карибского бассейна, бронзовый призёр Панамериканских игр, победитель и призёр многих турниров международного значения, участник летних Олимпийских игр в Сиднее.

## Биография
Мануэль Мантилья родился 25 сентября 1973 года в городе Сан-Висенте провинции Гуантанамо, Куба.
Первого серьёзного успеха на взрослом международном уровне добился в сезоне 1993 года когда вошёл в состав кубинской национальной сборной и выступил на Играх Центральной Америки и Карибского бассейна в Понсе, где одолел всех оппонентов в зачёте наилегчайшей весовой категории, завоевав тем самым золотую медаль.
В 1994 году одержал победу на Играх доброй воли в Санкт-Петербурге, однако в его допинг-пробе были обнаружены следы запрещённого диуретика фуросемида, в результате чего последовала дисквалификация.
По окончании срока дисквалификации в 1997 году Мантилья вернулся в основной состав сборной и побывал на чемпионате мира в Будапеште — был лучшим в наилегчайшем весе, в частности в финале взял верх над россиянином Ильфатом Разяповым, и завоевал золото.
В 1998 году победил на Кубке мира в Пекине, на Играх Центральной Америки и Карибского бассейна в Маракайбо, в то время как на Играх доброй воли в Нью-Йорке попасть в число призёров не смог — на стадии четвертьфиналов был остановлен американцем Роберто Бенитесом.
В 1999 году выиграл Кубок короля в Бангкоке и стал бронзовым призёром Панамериканских игр в Виннипеге, где в полуфинале уступил аргентинцу Омару Нарваэсу. При этом на мировом первенстве в Хьюстоне уже на предварительном этапе был побеждён армянином Вахтангом Дарчиняном.
Благодаря череде удачных выступлений удостоился права защищать честь страны на летних Олимпийских играх 2000 года в Сиднее — в категории до 51 кг благополучно прошёл первых двоих соперников по турнирной сетке, тогда как в третьем четвертьфинальном бою со счётом 8:19 потерпел поражение от тайца Вичана Понлида, который в итоге и стал победителем этого олимпийского турнира.
Впоследствии ещё в течение нескольких лет оставался действующим боксёром, хотя сколько-нибудь значимых результатов больше не показывал.